# Мота (Лютомер)
Мота (словен. Mota) — поселення в общині Лютомер, Помурський регіон, Словенія. Висота над рівнем моря: 175 м.